# 帕耶尔 (洛泽尔省)
帕耶尔（法語：Palhers）是法国洛泽尔省的一个市镇，属于芒德区（Mende）马尔韦若尔县（Marvejols）。该市镇总面积8.59平方公里，2009年时的人口为198人。

## 人口
帕耶尔人口变化图示